# Habighorst
Habighorst is een ortschaft van de Duitse gemeente Eschede in de deelstaat Nedersaksen. Tot 1 januari 2014 werkte de tot dan toe zelfstandige gemeente samen met Eschede, Höfer en Scharnhorst in de Samtgemeinde Eschede. Habighorst heeft tussen de 750 en 1000 inwoners.

## Geschiedenis
Habighorst werd voor het eerst in 1291 onder de naam Havichhorst in een document vermeld. 
Het dorp ontstond in de middeleeuwen  rondom een kasteel, dat door de ridders van Habighorst werd bewoond. In 1702 werd Georg Ernest von Melvill, een telg uit een belangrijke adellijke familie met Schotse roots, met de ridderzate beleend. Hij was de beroemdste bewoner van het kasteel, waarvan alleen een boerderij is overgebleven.
In 1916 begon men bij Habighorst met het delven van kalizout uit de kalimijn Fallersleben. Na acht jaar werd deze gesloten. De schacht fungeerde vanaf dat jaar als ventilatieschacht voor de naburige kalimijn Mariaglück.
De woonwijk Habighorster Höhe werd gebouwd, toen in de jaren 1950 mijnwerkersgezinnen en  enkele honderden Heimatvertriebene moesten worden gehuisvest. Hierdoor groeide het dorp van 400 naar 800 inwoners.

## Afbeeldingen

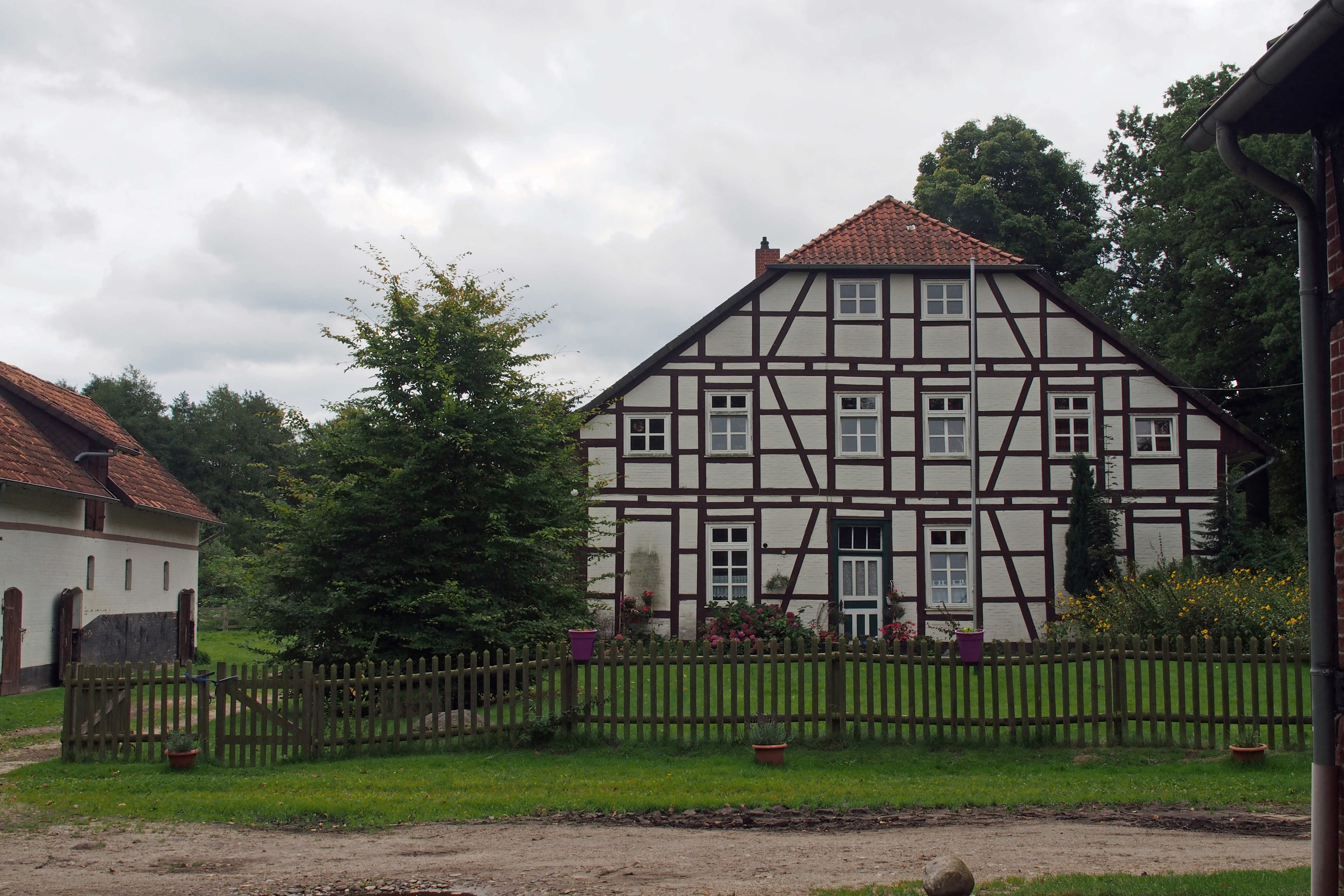
Boerderij, restant van Rittergut Habighorst (1673)
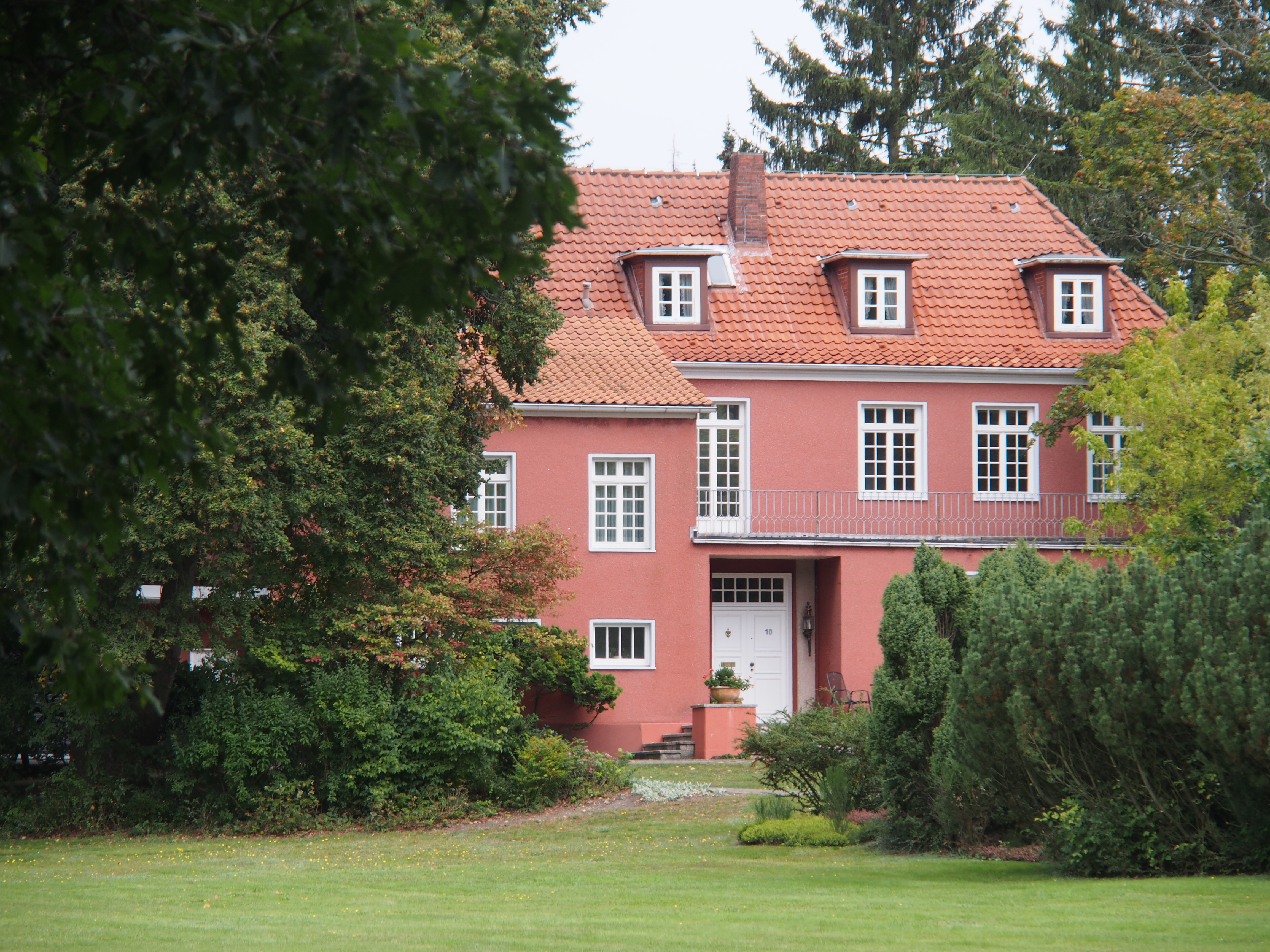
Herenhuis Burghorn, waar August von Mackensen overleed

## Belangrijke personen in relatie tot de gemeente

### Overleden
- August von Mackensen (6 december 1849 - 8 november 1945 te Habighorst)

- Gemeinsame Normdatei: 4775327-4
- Virtual International Authority File: 136732001